# Gruppi di minerali non approvati dall'IMA
I gruppi di minerali non approvati dall'IMA sono gruppi di minerali che, pur non essendo stati ratificati, vengono comunque utilizzati per la catalogazione di molti minerali.
Secondo la definizione dell'Associazione Mineralogica Internazionale (IMA), un gruppo contiene due o più minerali con la stessa struttura o essenzialmente la stessa struttura e composti di elementi chimicamente simili.
A volte questi gruppi sono suddivisi ulteriormente in sottogruppi, altre volte fanno a loro volta parte di supergruppi di minerali; succede (come per esempio per il supergruppo dell'idrotalcite) che tali supergruppi, pur essendo riconosciuti dall'IMA, contengano gruppi usati dall'Associazione, ma non riconosciuti, motivo per cui è necessario distinguere tra gruppi "approvati" (gruppi di minerali) e i gruppi "non approvati", questi ultimi sono elencati di seguito.

## Gruppi di minerali non approvati ma comunque utilizzati dall'IMA
| Nome del gruppo                | Minerali | fonti   |
| ------------------------------ | --- | ------- |
| Gruppo dell'aluminite          | aluminite · mangazeite | [ 3 ]   |
| Gruppo dell'ambligonite        | ambligonite · montebrasite · natromontebrasite · tavorite | [ 4 ]   |
| Gruppo dell'argirodite         | alburnite · argirodite · canfieldite · putzite · spryite | [ 5 ]   |
| Gruppo dell'arsenico           | antimonio nativo · arsenico nativo · bismuto nativo · stibarsenico | [ 6 ]   |
| Gruppo dell'atelestite         | atelestite · hechtsbergite · smrkovecite | [ 7 ]   |
| Gruppo dell'aubertite          | aubertite · magnesioaubertite · svyazhinite · wilcoxite | [ 8 ]   |
| Gruppo della barite            | anglesite · barite · celestina · hashemite | [ 9 ]   |
| Gruppo della bastnäsite        | bastnäsite-(Ce) · bastnäsite-(La) · bastnäsite-(Y) · idrossilbastnäsite-(Ce) · idrossilbastnäsite-(Nd) · thorbastnäsite                                                   | [ 10 ]  |
| Gruppo della batisite          | batisite · noonkanbahite · shcherbakovite | [ 11 ]  |
| Gruppo della benitoite         | bazirite · benitoite · pabstite · wadeite | [ 12 ]  |
| Gruppo della berthierite       | berthierite · clerite · garavellite | [ 13 ]  |
| Gruppo della blödite           | blödite · changoite · cobaltoblödite · manganoblödite · nickelblödite | [ 14 ]  |
| Gruppo della bournonite        | bournonite · cerromojonite · seligmannite · součekite | [ 15 ]  |
| Gruppo della braunite          | abswurmbachite · braunite · braunite-II · gatedalite · neltnerite | [ 16 ]  |
| Gruppo della brucite           | amakinite · brucite · portlandite · pirocroite · theophrastite | [ 17 ]  |
| Gruppo della bukovite          | bukovite · murunskite · sabatierite · thalcusite | [ 18 ]  |
| Gruppo della calcantite        | belogubite · calcantite · jôkokuite · pentaidrite · siderotilo | [ 19 ]  |
| Gruppo della calcoaluminite    | calcoalumite · kyrgyzstanite · mbobomkulite · nickelalumite | [ 20 ]  |
| Gruppo della calcofanite       | aurorite · calcofanite · ernienickelite · jianshuiite | [ 21 ]  |
| Gruppo della calcopirite       | calcopirite · eskebornite · gallite · laforêtite · lenaite · roquesite · shenzhuangite                                                                                    | [ 22 ]  |
| Gruppo della carminite         | carminite · crimsonite · sewardite | [ 23 ]  |
| Gruppo della carnotite         | carnotite · margaritasite · metatyuyamunite · metavanuralite · sengierite · strelkinite · tyuyamunite · vanuralite                                                        | [ 24 ]  |
| Gruppo della cervantite        | bismutocolumbite · bismutotantalite · cervantite · clinocervantite · stibiocolumbite · stibiotantalite                                                                    | [ 25 ]  |
| Gruppo della chukhrovite       | chukhrovite-(Ca) · chukhrovite-(Ce) · chukhrovite-(Nd) · chukhrovite-(Y) · meniaylovite                                                                                   | [ 26 ]  |
| Gruppo della cilindrite        | abramovite · cilindrite · franckeite · lévyclaudite | [ 27 ]  |
| Gruppo della claudetite        | claudetite · stibioclaudetite | [ 28 ]  |
| Gruppo della cordylite         | cordylite-(Ce) · cordylite-(La) | [ 29 ]  |
| Gruppo della deerite-howieite  | deerite · howieite · johninnesite · taneyamalite | [ 30 ]  |
| Gruppo della dalyite           | dalyite · davanite · sazhinite-(Ce) · sazhinite-(La) | [ 31 ]  |
| Gruppo della d'ansite          | d'ansite · d'ansite-(Fe) · d'ansite-(Mn) | [ 32 ]  |
| Gruppo della devillina         | aldridgeite · campigliaite · devillina · kobyashevite · lautenthalite · ortoserpierite · serpierite                                                                       | [ 33 ]  |
| Gruppo della devitoite         | devitoite · lobanovite · sveinbergeite | [ 34 ]  |
| Gruppo della djerfisherite     | Cu-djerfisherite · djerfisherite · gmalimite · owensite · thalfenisite · zoharite                                                                                         | [ 35 ]  |
| Gruppo della dresserite        | alumoidrocalcite · dresserite · dundasite · grguricite · idrodresserite · kochsándorite · petterdite · stronziodresserite                                                 | [ 37 ]  |
| Gruppo della dufrénite         | bimbowrieite · burangaite · dufrénite · gayite · matioliite · natrodufrénite                                                                                              | [ 38 ]  |
| Gruppo della dumortierite      | dumortierite · magnesiodumortierite | [ 39 ]  |
| Gruppo della dugganite         | cheremnykhite · dugganite · joëlbruggerite · kuksite | [ 40 ]  |
| Gruppo dell'epsomite           | epsomite · goslarite · morenosite | [ 41 ]  |
| Gruppo dell'esaidrite          | bianchite · chvaleticeite · ferroesaidrite · esaidrite · moorhouseite · nickelesaidrite                                                                                   | [ 42 ]  |
| Gruppo della farmacoalumite    | bariofarmacoalumite · calciofarmacoalumite · farmacoalumite · idroniofarmacoalumite · natrofarmacoalumite                                                                 | [ 43 ]  |
| Gruppo del ferro               | ferro nativo · steinhardtite · taenite · tetrataenite · vanadio nativo | [ 44 ]  |
| Gruppo della fibroferrite      | fibroferrite · xitieshanite | [ 45 ]  |
| Gruppo della foordite          | foordite · thoreaulite | [ 46 ]  |
| Gruppo della fosfoferrite      | correianevesite · fosfoferrite · garyansellite · kryzhanovskite · landesite · reddingite                                                                                  | [ 47 ]  |
| Gruppo della fougèrite         | fougèrite · liudongshengite · mössbauerite · trébeurdenite | [ 48 ]  |
| Gruppo della franconite        | franconite · hochelagaite · ternovite | [ 49 ]  |
| Gruppo della gainesite         | gainesite · mccrillisite · selwynite | [ 50 ]  |
| Gruppo della ganofillite       | eggletonite · ganofillite · tamaite | [ 51 ]  |
| Gruppo della gillespite        | cuprorivaite · effenbergerite · gillespite · wesselsite | [ 52 ]  |
| Gruppo della glaucocerinite    | carrboydite · glaucocerinite · idrohonessite · idrowoodwardite · mountkeithite · zincaluminite                                                                            | [ 53 ]  |
| Gruppo della gutkovaite        | alsakharovite-Zn · gutkovaite-Mn · neskevaaraite-Fe | [ 54 ]  |
| Gruppo della gyrolite          | cairncrossite · gyrolite · orlymanite · tungusite | [ 55 ]  |
| Gruppo dell'halite             | carobbiite · griceite · halite · silvite · villiaumite | [ 56 ]  |
| Gruppo dell'hewettite          | barnesite · grantsite · hendersonite · hewettite · metahewettite | [ 57 ]  |
| Gruppo dell'holtite            | holtite · nioboholtite · titanoholtite | [ 58 ]  |
| Gruppo dell'hopeite            | arsenohopeite · davidlloydite · hopeite · nizamoffite · parahopeite · sergeysmirnovite                                                                                    | [ 59 ]  |
| Gruppo dell'hureaulite         | chongite · giftgrubeite · hureaulite · miguelromeroite · nyholmite · sainfeldite · villyaellenite                                                                         | [ 60 ]  |
| Gruppo dell'idrocalumite       | idrocalumite · mariakrite · kuzelite | [ 61 ]  |
| Gruppo dell'ilmenite           | akimotoite · ecandrewsite · geikielite · hemleyite · ilmenite · pirofanite                                                                                                | [ 62 ]  |
| Gruppo dell'inderite           | inderborite · inderite · inyoite · kurnakovite · meyerhofferite · solongoite                                                                                              | [ 63 ]  |
| Gruppo della joaquinite        | bario-ortojoaquinite · byelorussite-(Ce) · dutkevichite-(Ce) · joaquinite-(Ce) · ortojoaquinite-(Ce) · ortojoaquinite-(La) · stronziojoaquinite · stronzio-ortojoaquinite | [ 64 ]  |
| Gruppo della kamiokite         | iseite · kamiokite · majindeite | [ 65 ]  |
| Gruppo della klebelsbergite    | klebelsbergite · tavagnascoite | [ 66 ]  |
| Gruppo della koechlinite       | koechlinite · russellite · tungstibite | [ 67 ]  |
| Gruppo della kuzmenkoite       | burovaite-Ca · gjerdingenite-Ca · gjerdingenite-Fe · gjerdingenite-Mn · gjerdingenite-Na · karupmøllerite-Ca · kuzmenkoite-Mn · kuzmenkoite-Zn · lepkhenelmite-Zn         | [ 68 ]  |
| Gruppo della lapieite          | lapieite · lisiguangite · malyshevite · mückeite · roterbärite | [ 69 ]  |
| Gruppo della lawsonite         | amamoorite · cortesognoite · hennomartinite · ilvaite · itoigawaite · lawsonite · manganilvaite · noelbensonite                                                           | [ 70 ]  |
| Gruppo della leifite           | eirikite · leifite · telyushenkoite | [ 71 ]  |
| Gruppo della lemmleinite       | lemmleinite-Ba · lemmleinite-K | [ 72 ]  |
| Gruppo della leucofosfite      | ammoniotinsleyite · leucofosfite · spheniscidite · tinsleyite | [ 73 ]  |
| Gruppo della lindackerite      | hloušekite · lindackerite · pradetite · veselovskýite | [ 74 ]  |
| Gruppo della litidionite       | calcinaksite · enricofrancoite · fenaksite · litidionite · manaksite | [ 75 ]  |
| Gruppo della löllingite        | alloclasite · anduoite · clinosafflorite · costibite · löllingite · nisbite · oenite · omeiite · paracostibite · pararammelsbergite · rammelsbergite · safflorite         | [ 76 ]  |
| Gruppo della ludwigite         | azoproite · bonaccordite · fredrikssonite · ludwigite · marinaite · savelievaite · vonsenite                                                                              | [ 77 ]  |
| Gruppo della marcasite         | ferroselite · frohbergite · kullerudite · marcasite · mattagamite · petříčekite                                                                                           | [ 78 ]  |
| Gruppo della matlockite        | bismoclite · daubréeite · matlockite · laurionite · matlockite · paralaurionite · rorisite · zavaritskite                                                                 | [ 79 ]  |
| Gruppo della melanterite       | alpersite · bieberite · boothite · mallardite · melanterite · zincmelanterite                                                                                             | [ 80 ]  |
| Gruppo della mitridatite       | arseniosiderite · kolfanite · mitridatite · robertsite | [ 81 ]  |
| Gruppo della molibdenite       | drysdallite · molibdenite · tungstenite | [ 82 ]  |
| Gruppo della nadorite          | nadorite · perite · symesite | [ 83 ]  |
| Gruppo della nenadkevichite    | korobitsynite · nenadkevichite | [ 84 ]  |
| Gruppo della niccolite         | achávalite · breithauptite · freboldite · kotulskite · langisite · niccolite · sederholmite · sobolevskite · stumpflite · sudburyite · vavřínite · zlatogorite            | [ 85 ]  |
| Gruppo della nordite           | ferronordite-(Ce) · ferronordite-(La) · illoqite-(Ce) · manganonordite-(Ce) · nordite-(Ce) · nordite-(La)                                                                 | [ 86 ]  |
| Gruppo dell'obradovicite       | obradovicite-KCu · obradovicite-NaCu · obradovicite-NaNa | [ 87 ]  |
| Gruppo dell'ondrušite          | chudobaite · geigerite · klajite · ondrušite | [ 88 ]  |
| Gruppo dell'organovaite        | organovaite-Mn · organovaite-Zn · parakuzmenkoite-Fe | [ 89 ]  |
| Gruppo della paralabuntsovite  | paralabuntsovite-Mg | [ 90 ]  |
| Gruppo della paratsepinite     | paratsepinite-Ba · paratsepinite-Na | [ 91 ]  |
| Gruppo della phenakite         | eucriptite · phenakite · willemite | [ 92 ]  |
| Gruppo del periclasio          | bunsenite · manganosite · periclasio · wüstite | [ 93 ]  |
| Gruppo della pinakiolite       | aluminomagnesiohulsite · folvikite · hulsite · magnesiohulsite · pinakiolite                                                                                              | [ 94 ]  |
| Gruppo della pirofillite-talco | ferripirofillite · minnesotaite · willemseite | [ 95 ]  |
| Gruppo della pirosmalite       | friedelite · mcgillite · nelenite · pirosmalite-(Fe) · pirosmalite-(Mn) · schallerite                                                                                     | [ 96 ]  |
| Gruppo della pirrotite         | pirrotite · smythite · troilite | [ 97 ]  |
| Gruppo della proustite         | proustite · pirargirite · pirostilpnite · xantoconite | [ 98 ]  |
| Gruppo della quintinite        | caresite · charmarite · clormagaluminite · comblainite · quintinite · zaccagnaite                                                                                         | [ 99 ]  |
| Gruppo della rabdofane         | brockite · grayite · ningyoite · rabdofane-(Ce) · rabdofane-(La) · rabdofane-(Nd) · rabdofane-(Y) · tristramite                                                           | [ 100 ] |
| Gruppo della rinmanite         | rinmanite · zincorinmanite-(Zn) | [ 101 ] |
| Gruppo della roscherite        | atencioite · footemineite · greifensteinite · guimarãesite · okruschite · roscherite · ruifrancoite · zanazziite                                                          | [ 102 ] |
| Gruppo del rutilo              | argutite · cassiterite · paratellurite · plattnerite · pirolusite · rutilo · tripuhyite                                                                                   | [ 103 ] |
| Gruppo della sborgite          | santite · sborgite | [ 104 ] |
| Gruppo della scapolite         | marialite · meionite · silvialite | [ 105 ] |
| Gruppo della schoepite         | metaschoepite · paulscherrerite · schoepite | [ 106 ] |
| Gruppo della sfalerite         | browneite · coloradoite · hawleyite · ishiharaite · metacinabro · rudashevskyite · sfalerite · stilleite · tiemannite                                                     | [ 107 ] |
| Gruppo della spiroffite        | spiroffite · zincospiroffite | [ 108 ] |
| Gruppo della staurolite        | magnesiostaurolite · staurolite · zincostaurolite | [ 109 ] |
| Gruppo della steacyite         | arapovite · iraqite-(La) · steacyite · turkestanite | [ 110 ] |
| Gruppo della straczekite       | bariandite · bokite · corvusite · fernandinite · straczekite | [ 111 ] |
| Gruppo della strunzite         | ferristrunzite · ferrostrunzite · strunzite · zincostrunzite | [ 112 ] |
| Gruppo della synchysite        | huanghoite-(Ce) · idrossilsynchysite-(Ce · synchysite-(Ce) · synchysite-(La) · synchysite-(Nd) · synchysite-(Y)                                                           | [ 113 ] |
| Gruppo della szklaryite        | szklaryite | [ 114 ] |
| Gruppo della tengerite         | hizenite-(Y) · kimuraite-(Y) · lokkaite-(Y) · tengerite-(Y) | [ 115 ] |
| Gruppo della thortveitite      | keiviite-(Y) · keiviite-(Yb) · thortveitite · yttrialite-(Y) | [ 116 ] |
| Gruppo della tuhualite         | emeleusite · tuhualite · zektzerite | [ 117 ] |
| Gruppo della tundrite          | tundrite-(Ce) · tundrite-(Nd) | [ 118 ] |
| Gruppo dell'umbite             | kamenevite · umbite | [ 119 ] |
| Gruppo dell'uraninite          | cerianite-(Ce) · thorianite · uraninite | [ 120 ] |
| Gruppo della vuoriyarvite      | tsepinite-Ca · tsepinite-K · tsepinite-Na · tsepinite-Sr · vuoriyarvite-K                                                                                                 | [ 121 ] |
| Gruppo della wadalite          | adrianite · eltyubyuite · wadalite | [ 122 ] |
| Gruppo della wagnerite         | arsenowagnerite · idrossilwagnerite · joosteite · sarkinite · stanĕkite · wagnerite                                                                                       | [ 123 ] |
| Gruppo della walpurgite        | fosfowalpurgite · ortowalpurgite · walpurgite | [ 124 ] |
| Gruppo della wardite           | cyrilovite · fluorowardite · millisite · wardite | [ 125 ] |
| Gruppo della wicksite          | bederite · grischunite · liraite · maneckiite · tassieite · wicksite | [ 126 ] |
| Gruppo della woodwardite       | honessite · woodwardite · zincowoodwardite | [ 127 ] |
| Gruppo della wurtzite          | buseckite · cadmoselite · greenockite · rambergite · wurtzite | [ 128 ] |
| Gruppo della zemannite         | ilirneyite · keystoneite · kinichilite · zemannite | [ 129 ] |